# Fan Fiction
『Fan Fiction』（ファン・フィクション）は、日本のバンド、OCEANLANEが2008年8月6日にリリースしたカバー・アルバム。

## 解説
- OCEANLANE初のカバー・アルバム。

## 収録曲
1. Norwegian Wood
ビートルズのカバー。原曲は『ラバー・ソウル』に収録されている。
メインボーカルは直江。
2. Isn't She Lovely
スティーヴィー・ワンダーのカバー。原曲は『キー・オブ・ライフ』に収録されている。
メインボーカルは武居。
3. Smooth Operator
シャーデーのカバー。原曲は『ダイヤモンド・ライフ』に収録されている。
メインボーカルは武居。
4. House Of The Rising Sun
アニマルズのカバー。原曲は『アニマルズ』に収録されている。
メインボーカルは直江。
5. Crazy Train
オジー・オズボーンのカバー。原曲は『ブリザード・オブ・オズ〜血塗られた英雄伝説』に収録されている。
メインボーカルは武居。